# Archibald Cary Smith
Archibald Cary Smith (4 tháng 9 năm 1837 - 8 tháng 12 năm 1911), hay còn gọi là A. Cary Smith, là kiến trúc sư hải quân và kỹ sư hàng hải. Ông học vẽ tranh biển trong một thời gian ngắn và làm một số tác phẩm nghệ thuật. Ông được biết đến như là người Mỹ đầu tiên phát triển khái niệm thiết kế một du thuyền trên giấy bằng cách tính toán và so sánh, một bản vẽ kiến trúc đã được tuân thủ kể từ đó để xây dựng du thuyền và giảng dạy trong nhiều trường đại học. Ông đã thiết kế du thuyền sắt đầu tiên ở Mỹ. Trong sự nghiệp 55 năm của mình, ông đã thiết kế hàng chục du thuyền.